# Adebukola Oladipupo
Adebukola Oladipupo o Bukola Oladipupo (Londres, 23 de mayo de 1994) es una actriz nigeriana nacida en el Reino Unido.

## Biografía

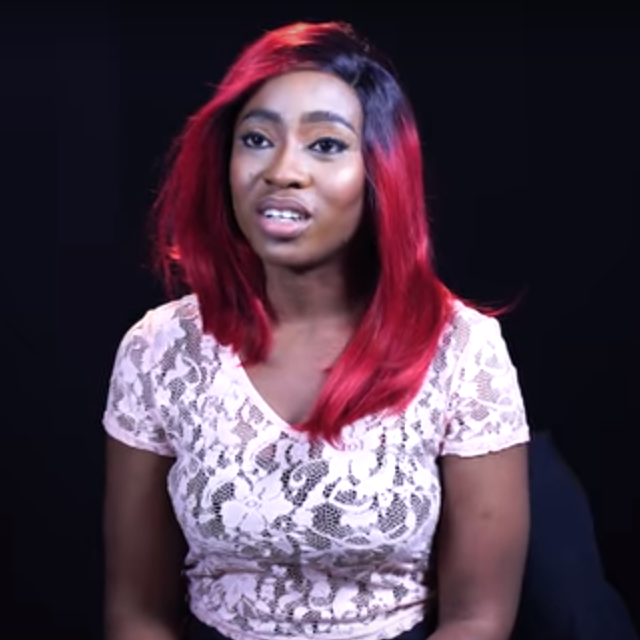
Oladipupo interpretando el papel de Faa en MTV Shuga

Oladipupo nació en Londres pero se trasladó en su juventud a Lagos, Nigeria. Estudió sistemas de información y gestión en la Universidad de Covenant y tomó clases de actuación paralelamente. Realizó con éxito una audición para el programa de televisión MTV Shuga en 2015, donde interpretó el papel recurrente de Faa. Dos años después realizó un papel de reparto en el largometraje Missing. Otros de sus créditos en cine incluyen producciones como Moms at War, Phases, The Men's Club, Africa Magic Forbidden y Oloture.
Mientras continuaba en el reparto de MTV Shuga, interpretó de nuevo al personaje de Faa en el seriado MTV Shuga Alone Together, cuya temática era la pandemia del COVID-19 y la cuarentena que se generó en el país africano para mitigar sus efectos. El programa se emitió durante sesenta noches y entre sus patrocinadores se encontraba la Organización Mundial de la Salud. En el seriado participaron otros actores como Jemima Osunde, Lerato Walaza, Sthandiwe Kgoroge, Uzoamaka Aniunoh y Mohau Cele.

## Filmografía destacada
- 2021 - Juju Stories
- 2020 - MTV Shuga Alone Together
- 2018 - MTV Shuga
- 2018 - Forbidden
- 2017 - The Missing